# Method Man
Кліффорд Сміт-молодший (англ. Clifford Smith, Jr.; нар. 2 березня 1971, Гемпстед, Лонг-Айленд, штат Нью-Йорк, США), більш відомий як Method Man — американський репер, музичний продюсер та актор. Найбільш відомий, як учасник нью-йоркського хіп-хоп гурту Wu-Tang Clan. Також є учасником хіп-хоп дуету Method Man & Redman. Лауреат премії «Греммі» 1996 року у номінації «Найкраще реп-виконання дуетом або групою» за пісню "I'll Be There for You/You're All I Need to Get By" (разом з R&B-співачкою Мері Джей Блайдж). 
Знявся у таких кінофільмах як «Живіт», «Накурені в дим», «Країна садів», «Божевілля», «Болото», «Червоні хвости», «Швець» та інших. На телебаченні, разом із Редменом знявся у сіткомі «Шоу МетодМена і РедМена» для телеканалу «Fox». Також грав Таґа Деніелса в телесеріалі «Оз» та Мелвіна Веґстаффа у телесеріалі «Дроти».
Псевдонім Method Man перекладається як «людина принципу» і походить з оригінальної назви фільму 1979 року «Безстрашний юний боксер» (англ. Method Man). Назва «method» також походить від сленгового назви метамфетаміну на Стейтен-Айленді.

## Раннє життя
Народився 2 березня 1971 (більшість джерел помилково стверджують, що 1 квітня) у Гемпстеді, штат Нью-Йорк. Дитинство провів живучи або у батька на Лонг-Айленді, або в матері у Парк-Гілл (в просторіччі відомий як Killa Hill) на Стейтен-Айленді. Має дві сестри — Террі і Міссі.

## Музична кар'єра

### 1992–96:Enter the Wu-Tang (36 Chambers)таTical
По мірі того як Wu-Tang Clan ставав усе більш популярним на американській хіп-хоп сцені, Method Man ставав одним з найпомітніших членів колективу. Він був одним з двох членів гурту, хто мав сольну пісню на дебютному альбомі «Enter the Wu-Tang (36 Chambers)»; а також першим, хто випустив сольний альбом, що в майбутньому дозволило іншим членам Wu-Tang Clan випускати альбоми під будь-яким лейблом (Method вирішив підписати контракт з лейблом Def Jam). Його перший альбом «Tical» (1994) був добре прийнятий критиками, отримав велику популярність та увійшов в американські чарти під номером 4. Був розтиражований в кількості більше мільйона примірників. Пісня "All I Need" з цього альбому пізніше стала основою для реміксу, за який Method Man разом з Мері Джей Блайдж у 1996 році отримали премію «Греммі». У цей час Method Man став близьким другом нью-йоркського репера The Notorious B.I.G., тому став єдиним запрошеним артистом на його дебютному альбомі «Ready to Die» (1994). У тому ж році був запрошений на запис альбому «AmeriKKKa's Nightmare» репера Spice 1. У 1995 спільно з Showbiz and A.G. записав трек "Got The Flava" на альбомі «Goodfellas». У 1996 спільно з його музичним партнером Редменом, а також Tha Dogg Pound і Inspectah Deck брали участь у записі треку на альбомі «All Eyez on Me» Тупака Шакура (хоч слова Inspectah Deck у релізній версії треку були вирізані). Також у 1996 році записав з Редменом трек "Do What Ya Feel" на альбомі Muddy Waters.

### 1997–98:Wu-Tang ForeverтаTical 2000: Judgment Day
В співпраці зі своїм кузеном Redmen'ом записав альбом "Blackout!" (1999 р.). В 1998 р. Meth видав свій другий сольний альбом під назвою "Tical 2000: Judgement Day". Головним продюсером альбому є сам Meth, однак багато треків спродюсував RZA i його Wu-Elements, є навіть Prince Paul. На диску звичайно виступли і інші MC з Wu, а також: Left Eye, Ed Lover, Chris Rock, Janet Jackson, Star & Polite, D'Angelo, Redman.

### 2000–04:The W,Iron FlagтаTical 0: The Prequel
Рік пізніше виходить наступний альбом, збірка реміксів на треки Кліффорда від таких ікон музики як The Prodigy ("Release Yo' Delf"), Tricky ("Judgement Day") та Erick Sermon ("How High"). Цікавстю може бути те, що альбом був записаний тільки для японського ринку. Наступним, довгоочікуваним альбомом став "Tical 0: The Prequel". Альбом відрізняєть від попередніх сольних альбомів Mef'a. На альбомі можна почути також Streetlife'a, Busta Rhymes, Redman'a, Snoop Dogg'a, і навіть Ludacris'a. В 2006 році виходить альбом "4:21... The Day After". Назва появилась від всесвітнього дня куріння марихуанни (20 квітня). На платівці чуєм незадоволення Mefa з великою критикою його попереднього альбому "Tical 0: The Prequel". Багато осіб, навіть сам Mef, підтверджують належність його до бандитського огрупування Gangster Disciples в молоді роки.

## Дискографія
Студійні альбоми
- Tical  (1994)
- Tical 2000: Judgement Day (1998)
- Tical 0: The Prequel (2004)
- 4:21... The Day After (2006)
- The Meth Lab (2015)
- Meth Lab Season 2: The Lithium (2018)
- Meth Lab Season 3: The Rehab (TBA)

Колабораційні
- Blackout! (як Method Man & Redman) (1999)
- Blackout! 2 (як Method Man & Redman), (2009)
- Wu-Massacre (як Meth, Ghost & Rae) (2010)

## Відеографія

### Кіно та відеоігри

#### Актор
| Рік       |     | Українська назва                    | Оригінальна назва                 | Роль                            |
| --------- | --- | ----------------------------------- | --------------------------------- | ------------------------------- |
| 1995      | док | Шоу                                 | The Show                          | він сам                         |
| 1996      | ф   | Великий білий чемпіон               | The Great White Hype              | він сам                         |
| 1994—2008 | мс  | Космічний привид                    | Space Ghost Coast to Coast        | він сам                         |
| 1997      | ф   | Поліцейські                         | Cop Land                          | Шондел                          |
| 1997      | ф   | 187                                 | One Eight Seven                   | Денніс Бродвей                  |
| 1998      | ф   | Живіт                               | Belly                             | Шамік                           |
| 1999      | ф   | Чорне і біле                        | Black and White                   | він сам                         |
| 1999      | ф   | Великий тато                        | Big Daddy                         | Чоловік #7                      |
| 2000      | док | За кулісами                         | Backstage                         | він сам                         |
| 1997—2003 | с   | Оз                                  | Oz                                | Карлтон «Таґ» Деніелс           |
| 1995—2009 | с   | Шалене телебачення                  | Mad TV                            | Ґентрі Абрамс                   |
| 2001      | ф   | Накурені в дим                      | How High                          | Сайлас П. Сайлас                |
| 2002      | ф   | Темний цукор                        | Brown Sugar                       | він сам                         |
| 2003      | ф   | Вулканічний удар                    | Hwasango (화산고)                 | містер Ма                       |
| 2002—2003 | с   | Зона сутінків                       | The Twilight Zone                 | Кнейт                           |
| 2000—2004 | с   | Бостонська школа                    | Boston Public                     | Флеш Мастер Кі                  |
| 2004—2004 | с   | Шоу МетодМена і РедМена             | Method & Red                      | він сам                         |
| 2004      | ф   | Молоді татусі                       | My Baby's Daddy                   | Без добра                       |
| 2004      | ф   | Країна садів                        | Garden State                      | Дієґо                           |
| 2004      | ф   | Ульотний транспорт                  | Soul Plane                        | Маггс                           |
| 2004      | вг  |                                     | Def Jam: Fight for NY             | Блейз                           |
| 2005      | ф   | Болото                              | Venom                             | заступник Тернер                |
| 2001—2017 | мс  | Дивакуваті родичі                   | The Fairly OddParents             | Головний Піксі, Піксі Сандерсон |
| 2006      | ф   | Кардіолог                           | The Heart Specialist              | Лоренцо                         |
| 2007      | вг  |                                     | Def Jam: Icon                     | Гуч                             |
| 1999—2016 | с   | Закон і порядок: Спеціальний корпус | Law & Order: Special Victims Unit | Денніс Кінг                     |
| 2008      | ф   | Божевілля                           | The Wackness                      | Персі                           |
| 2008      | ф   | Знайомство зі спартанцями           | Meet the Spartans                 | перський емісар                 |
| 2002—2008 | с   | Дроти                               | The Wire                          | Мелвін «Чіз» Веґстафф           |
| 2007—2013 | с   | Чорна мітка                         | Burn Notice                       | Валентайн                       |
| 2010      | ф   | Грішники і святі                    | Sinners and Saints                | Веддо                           |
| 2000—2015 | с   | CSI: Місце злочину                  | CSI: Crime Scene Investigation    | Дропс                           |
| 2010—2010 | с   | Гарні хлопці                        | The Good Guys                     | Кенні                           |
| 2011      | ф   | Трунар                              | The Mortician                     | трунар                          |
| 2009—2016 | с   | Гарна дружина                       | The Good Wife                     | молодий боксер                  |
| 2011      | ф   | Нянь                                | The Sitter                        | Джеколбі                        |
| 2012      | ф   | Червоні хвости                      | Red Tails                         | капрал Стікс                    |
| 2013      | кф  | Фокус: Фільм Донте Хоукінса         | Focus: A Dontae Hawkins Film      | батько Вон                      |
| 2014—2014 | мс  | Chozen                              | Chozen                            | Ідріс «Фантазм» Флорентайн      |
| 2014      | ф   | Швець                               | The Cobbler                       | Леон Ладлоу                     |
| 2014—2016 | с   | Скорпіон                            | Scorpion                          | Король Лакі                     |
| 2014      | тф  | Час кохання                         | Seasons of Love                   | Біґ Роб                         |
| 2015      | ф   | Дівчина без комплексів              | Trainwreck                        | Темембе                         |
| 2013—2016 | с   | Всередині Емі Шумер                 | Inside Amy Schumer                | він сам                         |
| 2010—2016 | с   | Блакитна кров                       | Blue Bloods                       | Маріо Хант                      |
| 2015      | ф   | Літо на Стейтен-Айленді             | Staten Island Summer              | Конко                           |
| 2015      | ф   | Щасливий номер                      | #Lucky Number                     | Тайсон Сейнт Джеймс             |
| 2016      | тф  | Розриви                             | The Breaks                        | Дерріл ван Паттен               |
| 2016      | ф   | Кіану                               | Keanu                             | Чеддар                          |
| 2016      | ф   | Патерсон                            | Paterson                          | він сам                         |
| 2016      | ф   | Стандарт рівності                   | Equal Standard                    | Джастіс                         |
| 2016      | ф   | Коко                                | Coco                              | Реф                             |
| 2016      | ф   | Де гроші                            | Where's the Money                 | Треп                            |
| 2017—2018 | с   | Двійка                              | The Deuce                         | Родні                           |
| 2018      | ф   | Світ майбутнього                    | Future World                      | Татуйоване лице                 |
| 2018      | ф   | М'ята                               | Peppermint                        | агент Баркер                    |
| 2021      | ф   | Волдо                               | Last Looks                        | Swag Dogggg                     |

#### Сценарист
- Stung (2002)

#### Композитор
- The Show, 1995
- In Too Deep, 1999
- Backstage, 2000
- How High, 2001
- Street Dreams, 2002
- 8 Mile, 2002
- Paid in Full, 2002